# Kaljaja (Prizren)
Kaljaja (albánsky Kalaja, v srbské cyrilici Каљала, případně Prizrenski Grad/Призренски Град nebo Dušanov Grad/Душанов Град) je pevnost, která se nachází u historického centra města Prizren v jižním Kosovu. Patří mezi hlavní turistické atrakce Kosova a ročně ji navštíví okolo 200 000 lidí.

## Umístění
Nachází se na úpatí hory Cvilen v nadmořské výšce 520 m n. m. Od centra města ji odděluje bývalá srbská čtvrť a řeka Prizrenska Bistrica. Pevnost stojí o 120 metrů výše než samotné město. 
Její půdorys má tvar nepravidelné elipsy o rozměrech 150x190 m.
Tvoří ji tři celky: Horní pevnost, dolní pevnost a jižní pevnost. Dolní pevnost bývá v albánštině označována jako Nënkalaja.

## Přístup
Na pevnost je přístup možný po strmé cestě, která se zvedá z místní části Shadërvan a která ústí přímo při západním okraji stavby. Kromě toho se zde nachází také silnice, která spojuje pevnost směrem mimo město po méně strmém svahu.
Z pevnosti jsou vedeny také turistické trasy.

## Historie
Strategicky významné a dobře bránitelné místo bylo osídlené již v době bronzové a době železné.
Pevnost byla zbudována za vlády Byzantské říše v 11. století pro ochranu obchodních cest před loupežníky. a později sloužila jako sídlo středověkých srbských vládců. Město Prizren se rozvinulo později okolo pevnosti. Za vlády Štěpána Dušana byla pevnost rozšířena a v její blízkosti vznikl klášter. Nedaleko jej doplnil ještě hrad Prizrenac. Po rozpadu Dušanovy říše patřil v letech 1362 až 1372 rodu Mrnjavčevićů (Vukašinovi a Markovi), následně jej v roce 1376 obsadili Balšićové. Neustálé změny vládců a později další násilné převzetí Vukem Brankovićem v závěru 14. století, vedly postupně k úpadku významu i pevnosti a samotného města.
V 50. letech 15. století byla pevnost obsazena tureckým vojskem. Během téměř pěti set let turecké nadvlády byla různými způsoby opravována, rozšiřována a dostavována. Vznikl zde labyrint podzemních chodeb. Byla zde vystavěna mešita, turecké lázně (hamam) a několik vojenských skladišť. Celá jižní pevnost byla zbudována za turecké nadvlády. Pevnost musela být modernizována především kvůli užívání střelného prachu. O její obnovu v 18. století se zasloužil Rustem Pasha. Na počátku 19. století byla ve velmi dobrém stavu. Některé stavby, např. poslední dochovaná mešita z roku 1826, byly rozebrány a stavební materiál byl využit pro výstavbu několika škol v Prizrenu, např. hudebního gymnázia.
Do roku 1882 měla své využití jako vojenská pevnost a po nějakou dobu byla skladištěm zbraní a munice. Bylo tomu až do roku 1912, kdy po prohrané první balkánské válce se odsud musela stáhnout Osmanská říše a srbská armáda pro ni neměla využití. Tehdy stavba začala chátrat. Roku 1938 sem byl umístěn vodojem pro zásobování Prizrenu vodou.
Od roku 1948 je pevnost kulturní památkou. V roce 1969 zde byl uskutečněn rozsáhlý archeologický průzkum. Roku 2008 byly zahájeny některé konzervátorské práce a v letech 2009 až 2011 další průzkumy. 
V druhém desetiletí 21. století byla provedena rekonstrukce pevnosti za přispění finančních prostředků z USA. Kromě parkové úpravy a vzniku amfiteátru zde bylo zřízeno i historické muzeum.[zdroj?]

## Objekty
Opevněná a zrekonstruovaná pevnost zahrnuje několik objektů, které se dochovaly do současnosti, nebo zde stojí jen jejich obvodové zdi. Kromě samotného opevnění pevnosti, které je nejvíce nápadné, zde stojí také muzeum pevnosti, kde jsou uchovány početné nálezy z lokality. Kromě toho zde jsou pozůstatky muničního skladu (albánsky depo e armëve) a mešity.